# Mitológia

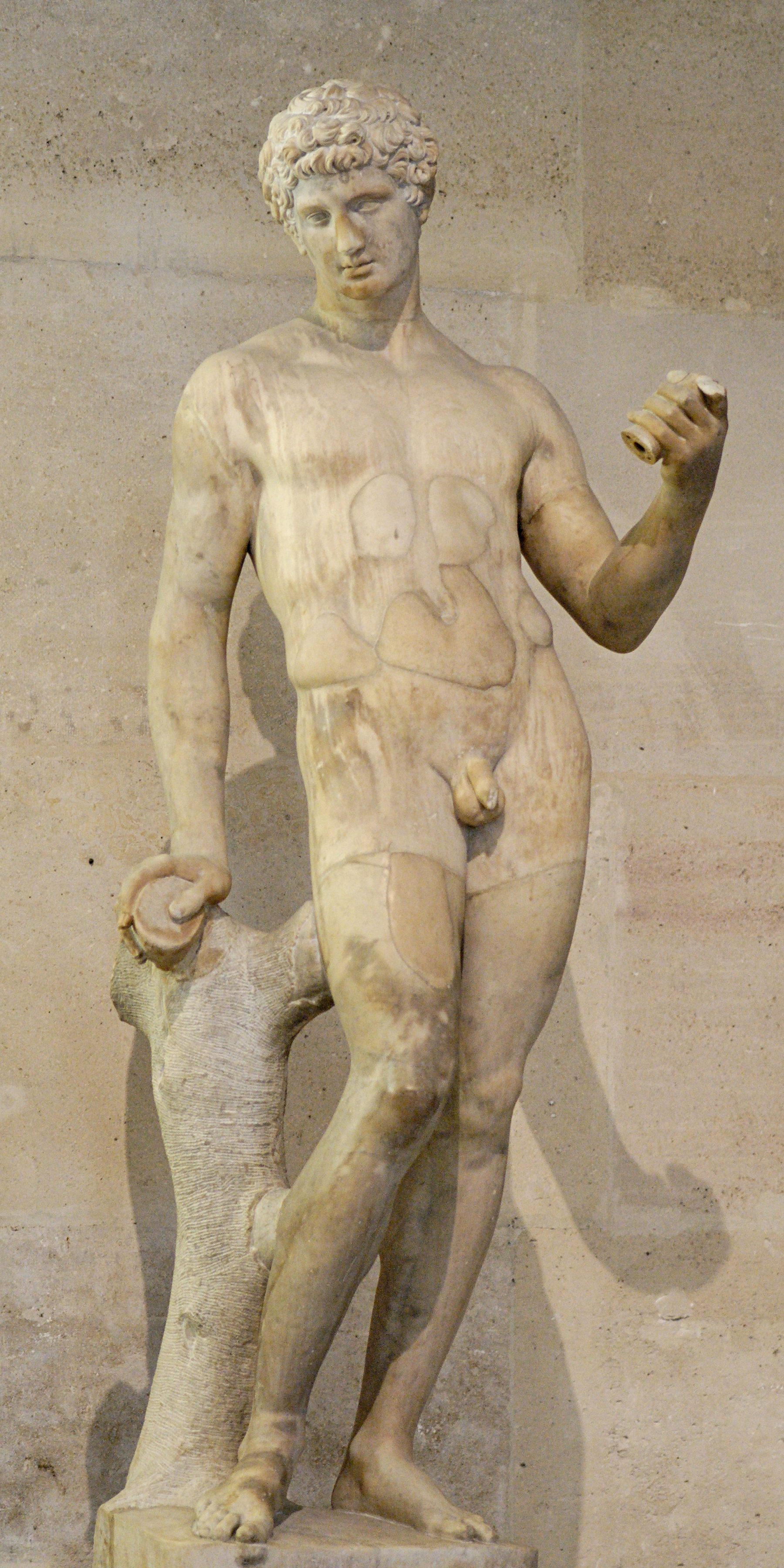
Adónisz görög mitológiai alak, meghaló és feltámadó közeli-keleti istenek görögösített alakja, aki az ősszel meghaló és tavasszal újjászülető természetet testesítette meg

A mitológia szó (görögül: μυθολογία, a μυθος mythos – történet, legenda, és a λογος logos – beszámoló, beszéd szavakból) tulajdonképpen a mítoszok továbbmondását jelenti – olyan történetekét, amelyeket egy bizonyos kultúra igaznak hisz, és amelyekben természetfeletti események, személyek, lények szerepelnek. E történetek célja általában az, hogy magyarázatot adjanak az univerzum és az emberiség természetére, keletkezésére. A mitológia jelen van a legtöbb vallásban, és a legtöbb mitológia kapcsolódik legalább egy valláshoz. A történelem folyamán a különböző kultúrák természetes és erőszakmentes egymásra hatásának következtében különböző mitológiák összeolvadtak.
A modern szóhasználatban a „mitológia” jelentheti egy bizonyos kultúra vagy vallás mítoszainak összességét (mint a görög, egyiptomi és a skandináv (északi) mitológiáknál), vagy a mítoszok gyűjtésével, tanulmányozásával és értelmezésével foglalkozó tudományágat.

## Az emberiség korai mitológiája

### Az őskőkori mitológia
Mivel a kőkorból semmilyen írásos emlék nem maradt ránk, az akkori idők mítoszára csak következtetni tudunk. Nagy valószínűséggel ezek az első mítoszok kapcsolatban álltak a termékenységgel, és a vadászattal, amitől az embercsoport élete függött. Amióta művészi emlékek léteznek azóta lehetséges ezeket az alkotásokat ebből a szempontból is szemügyre venni és megpróbálni belőlük következtetni az akkori mítoszokra.

### Az anyaistennő ábrázolásai

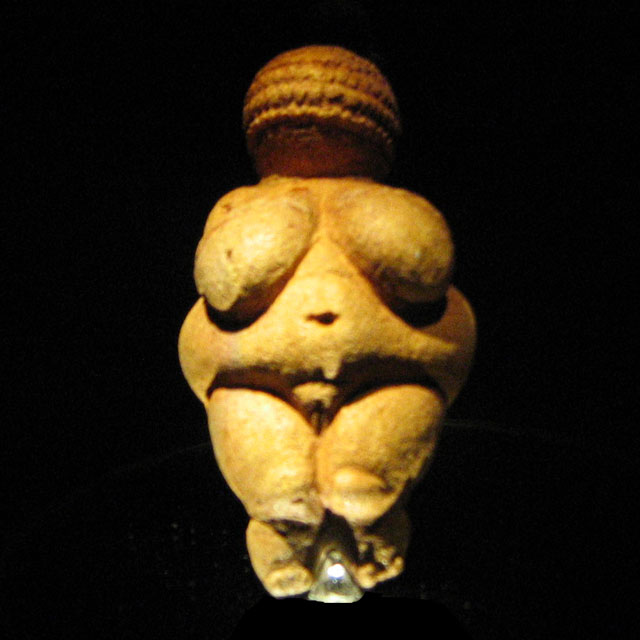
A Willendorfi vénusz

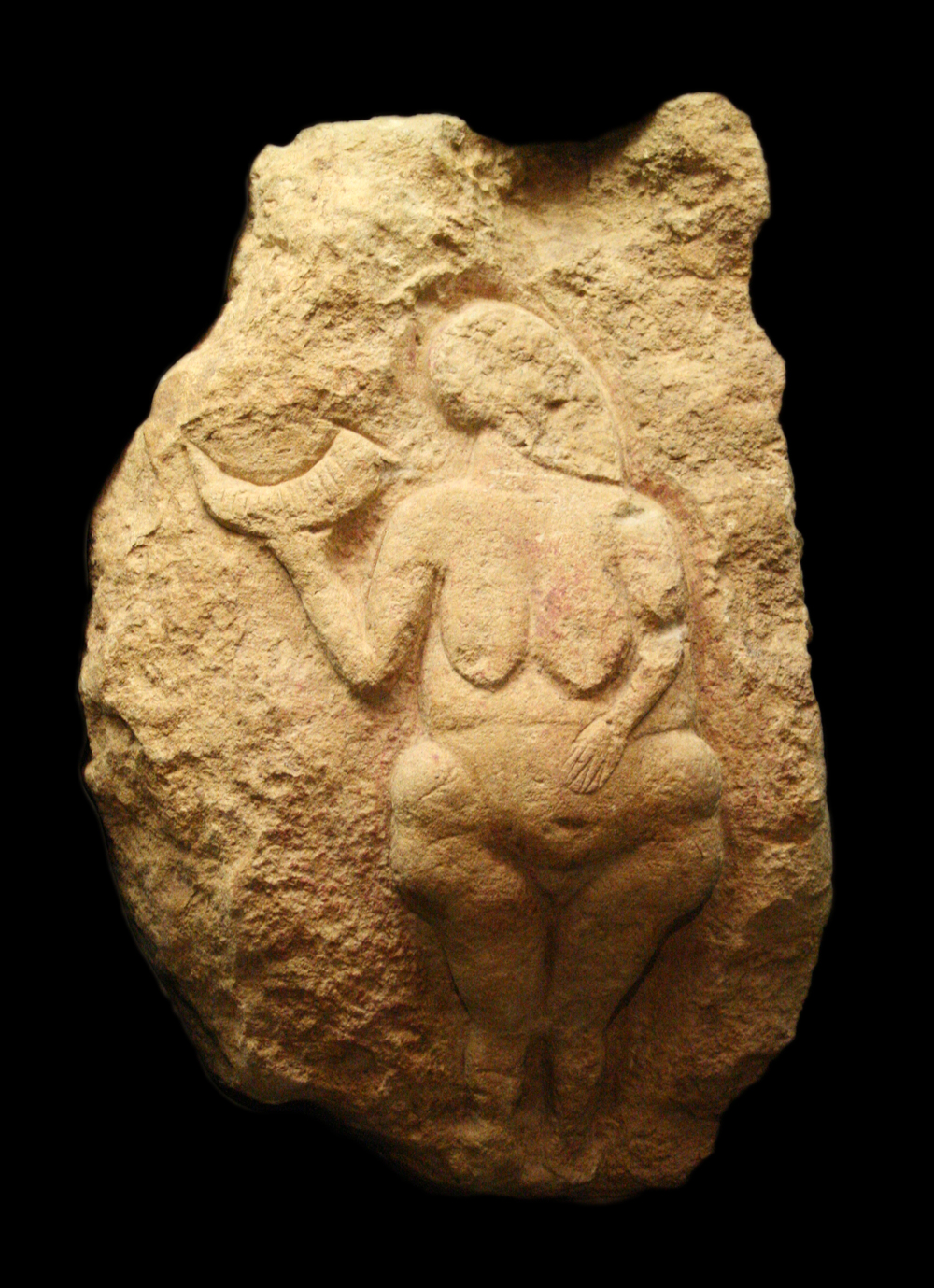
A Lausseli vénusz

Számos olyan női szobrot találtak, melyeken  hangsúlyos a nemiség, összefoglalóan termékeny formák jellemzik őket. A szobrok készítője nem a reális ábrázolásra törekedett, hanem sokkal inkább idealizált nőalak megformázására. A willendorfi vénuszon, az egyik legismertebb ilyen szobron a szeméremajkak, a mellek és a gömbölyű has  hangsúlyos, ezek a termékenységgel való erős kapcsolatra utalnak. A figura apró kezeit a melle felett összefonja, nincsenek határozott arcvonásai, a fejét hajfonatok, vagy valamiféle fejfedő borítja.
Egyes modern elemzések tiltakoznak a szobrocskák Vénusz megnevezése ellen, amely önkéntelenül is a kövérkés figura összehasonlítását sugallja a klasszikus Venus elképzelésekkel. Ezzel párhuzamosan más hivatalos vélemények a szobor a kőkorszaki Európa Föld-Anya istenségeként azonosítja a szobrocskát. A termékenység kultusz az ilyen ősanya ábrázolásokban látta az egészséges utód, és egyúttal az egész törzs életben maradásának feltételét. Ugyanis ekkor még gyűjtögető életmódot folytattak, s ha huzamos ideig nem találtak élelmet, az egész csoport éhen halhatott. A varázslás egyik eszköze éppen ezért a bőségszaru ábrázolása lett , a Lausseli Vénusz is.
A újkőkorszakban is termékenységkultusz volt, de az már különvált a matriarchális társadalom szemléletétől.

### Barlangrajzok
Kiderült, hogy bár a barlangokban nem laktak, mégis hosszú időn keresztül tömegek látogatták őket. A Lascaux-i barlang mennyezetén dárdahegyektől származó véseteket találtak, a kiálló sziklák megkoptak. A festmények karbantartására is vannak bizonyítékok. Mindezeket figyelembe véve megállapítható, hogy a korábbi, a vadászmágia elmélet  igaz. Valószínűleg a barlangrajzok egy, a jégkorszak embere számára ismert mítosz illusztrációi lehettek, s a barlangok teret adhattak különböző mágikus, vadászattal  kapcsolatos avatási szertartásoknak. Ezzel a felfedezéssel a barlangfestmények kutatása új utakra lépett.

## Mitológiák régiók szerint

### Afrika
akamba mitológia – akan mitológia – alur mitológia – Asanti mitológia – bambara mitológia – bambuti mitológia – banyarwanda mitológia – basari mitológia – baule mitológia – bavenda mitológia – bazambi mitológia – baziba mitológia – bushongo mitológia – busman mitológia (szanok) – dahomey mitológia (fon) – dinka mitológia – efik mitológia – ekoi mitológia – fan mitológia – fens mitológia – fjort mitológia – herero mitológia – ibibio mitológia – ibo mitológia – isoko mitológia – kamba mitológia – kavirondo mitológia – khoikhoi mitológia – kurumba mitológia – lotuko mitológia – lugbara mitológia – lunda mitológia – makoni mitológia – maszáj mitológia – mongo mitológia – mundang mitológia – ngbandi mitológia – nupe mitológia – nyamwezi mitológia – oromo mitológia – ovambo mitológia – pigmeus mitológia – san mitológia – serer mitológia – shona mitológia – shongo mitológia – songhai mitológia – sotho mitológia – tumbuka mitológia – xhosza mitológia – joruba mitológia – zulu mitológia

### Ázsia(kivéve aKözel-Kelet)
bön mitológia (buddhista tibeti mitológia) – buddhista mitológia – Fülöp-szigeteki mitológia – hindu mitológia –

### AusztráliaésÓceánia
aboriginal mitológia (Ausztrália)  – mikronéziai mitológia – polinéziai mitológia – Fidzsi-szigeteki mitológia

### Európa
angolszász mitológia – csuvas mitológia – etruszk mitológia – finn mitológia – germán mitológia – görög mitológia – ír mitológia – kelta mitológia – lett mitológia – litván mitológia – lusitanian mitológia – (ősi) magyar mitológia – római mitológia – skandináv mitológia – szláv mitológia – tatár mitológia

### Közel-Kelet
egyiptomi mitológia (iszlám előtti) – arab mitológia (iszlám előtti) – bibliai mitológia – iszlám mitológia – keresztény mitológia – mezopotámiai mitológia (sumer, babiloni, asszír) – hettita mitológia – perzsa mitológia – zsidó mitológia

### Észak-Amerika
abenaki mitológia – algonkin mitológia – amerikai mondavilág  – feketeláb mitológia – cseroki mitológia – csipeve mitológia – csikaszó mitológia – csaktó mitológia – krík mitológia – varjú mitológia – haida mitológia

### Dél-AmerikaésKözép-Amerika
olmék mitológia – tolték mitológia – maja mitológia – azték mitológia – inka mitológia – guarani mitológia – haiti mitológia